# Kia Quoris
O Kia Quoris é um sedan top de linha da montadora sul coreana Kia Motors e o primeiro da montadora a vir com tração traseira. Esse sedan de luxo se posiciona acima do Kia Cadenza na sua linha de automóveis, e também compartilha plataforma com seu irmão também luxuoso Hyundai Equus e o Genesis também. Sua apresentação no Salão do Automóvel de São Paulo de 2012 fez um reboliço agradável para a montadora, confirmando então sua chegada, o qual até agora previsto para desembarcar no Brasil em abril de 2014, um mês antes do renovado Kia Soul. A sua motorização ainda não se sabe ao certo: nos Estados Unidos, o Kia Quoris que é chamado de Kia K900 vem com motores V6 3.8 de 311 cv e um V8 5.0 com 420 cavalos de potência, ambos associados ao câmbio automático de oito marchas.

## Mercado Exterior
Nos Estados Unidos o Kia K900 é previsto sua chegada em 2014, mas vendido como 2015. Nesse mercado o modelo topo de linha vem  com faróis adaptativos de LED’s (16 ao todo), sistema multimídia com tela de 12,3″, bancos traseiros reclináveis (com massajador e refrigeração individual), sistema de detecção de pontos cegos, rodas aro 19″ e sistema de som da Lexicon com 900 Watts de potência e 17 alto-falantes. O K9 foi lançado na Coreia do Sul em junho de 2012, com vendas de exportação esperados para o final de 2012. Em junho de 2013, o Kia Quoris está disponível na Coreia do Sul (como o Kia K9), no Oriente Médio, Colômbia, Rússia (como o Kia Quoris), Estados Unidos e Canadá (como o Kia K900). E há planos de lançá-lo na China, no entanto Kia não vai usar o nome Quoris, o motivo ate então seria pela fabricante de carros chinesa-israelense Quorus, o qual se assemelha com o nome do modelo coreano. Sua missão é combater principalmente os alemães e os japoneses como a Lexus por exemplo.

## Motorização
Os motores de lançamento na Coreia do Sul incluem um V6 3.3 litros de 296 cv e um 3.8 V6 e 334 cv GDI, juntamente com uma transmissão automática de oito velocidades. O Quoris estreou na Rússia em 2013 com o não GDI V6 3.8 294 cv.

## Concept
O K9 foi inspirado em 2011, com a apresentação pública do Kia GT Concept Car no Salão de Automóvel de Frankfurt. Tal como acontece com o K9, o GT é um sedan com tração traseira de quatro portas, mas com portas suicidas e um V6 de 390 cv, 3.3-litro turbo.

## Comercial
Recentemente, a Kia convocou o ator de Matrix, Laurence Fishburne representado o mesmo personagem do filme (Morpheus) para promover no Super Bowl XLVIII seu novo modelo, que lá se chama Kia K900.

## Características
Na Coreia, o modelo vem enfrentando baixas vendas o que fez a Kia Motors atualizar o modelo pra 2014 adotando alguns detalhes a mais, tanto no exterior quanto no interior. Com o novo K9, a Kia completa a sua gama doméstica de "k" de sedãs, que também inclui o K5 (Optima, nos mercados internacionais) e K7 (Cadenza). O modelo tem semelhanças com o luxuoso BMW Série 7, como faróis, a linha curva baixa até a coluna C e o desenho da traseira. Apesar das semelhanças, a Kia acrescentou identidade própria. O carro tem quatro modos de condução (Eco, Sport, Normal e Neve), que permitem ao condutor escolher o ajuste de suspensão, direção, motor e transmissão ideal para diferentes situações de solo ou estilos de condução.

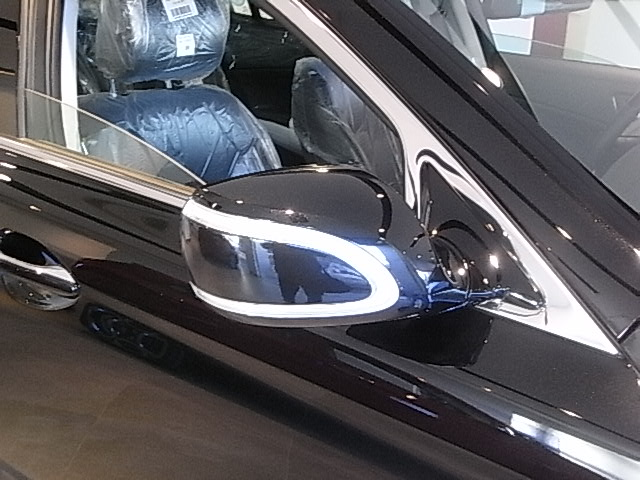
KIA K9 MIRROR